# Charles Ferron de La Ferronnays
Pour les autres membres de la famille, voir Famille de La Ferronnays.
Charles Marie Auguste Ferron, comte de la Ferronnays (2 juin 1805, Brunswick - 6 juillet 1863, château de Dangu), est un homme politique français.

## Biographie
Le comte Charles de la Ferronnays, premier né du comte Pierre Marie Auguste de la Ferronnays et de la comtesse Albertine Louise Marie, née du Bouchet de Sourches de Montsoreau, fut d'abord admis parmi les pages du roi Louis XVIII, et devint ensuite sous-lieutenant au 1er chasseurs à cheval. Il fit, en 1828, la campagne des Balkans, en qualité d'attaché militaire français, ce qui lui valut la décoration de plusieurs ordres russes et la croix de la Légion d'honneur. Attaché à l'état-major du maréchal Gérard, il fit, en 1832, la campagne de Belgique, où il gagna les épaulettes de capitaine.
En 1835, il acheta des héritiers de Mme Tassin de Villiers le château de Boury-en-Vexin, qu'il vendit en 1849, pour aller habiter le château de Trie.
Devenu maire de Boury-en-Vexin, il fut appelé à siéger au Conseil général de l'Oise, et propriétaire, par son mariage avec Mlle Lagrange, de domaines dans le département du Gers, il fut nommé, en 1847, député du 3e collège électoral du Gers (Lectoure). Il siégea dans les rangs de la députation gouvernementale. 
La Révolution française de 1848 mit fin à sa carrière politique.
Il épousa le 3 janvier 1830 Émilie Augustine Marie (° 11 septembre 1810 - Paris † 15 février 1876 - Paris), comtesse de Lagrange, fille du général Joseph Lagrange et de Marie Françoise de Talhouët-Bonamour. Ils eurent pour enfants :
- Marie Mathilde Françoise (° 25 juin 1831 - Dangu † 29 avril 1832 - Paris). Sa dépouille mortelle reposa dans la chapelle du château de Dangu puis transportée, en 1884, dans le cimetière particulier de la famille de la Ferronnays à Boury-en-Vexin.
- Alfred Marie Joseph (° 13 juin 1833 - Dangu † 3 février 1875 - Paris), lieutenant puis capitaine de chasseurs d'Afrique. Il fit la campagne de Kabylie en 1856. Il commanda des mobiles de l'Orne en 1870-71. Il épousa le 10 juillet 1862 à Paris (8e arrondissement) Michelle Françoise Laurence Catherine Catherine Claire de Nogué de Mayrac (° 5 juillet 1843 - Paris † 21 janvier 1873 - Paris), fille de François Joseph Marie Adolphe de Nogué († 2 mai 1853 - Origny-le-Roux) et de Catherine Françoise Pierrine Marie Agar de Mosbourg. Leurs dépouilles mortelles sont également inhumées dans le cimetière de Boury-en-Vexin. Leur fille aînée, Cécile Marie Laurence (° 22 juin 1865 - Paris), épousa le 7 juillet 1885 à Paris (8e arrondissement) Paul Jacques Marie René Guigues de Moreton (° 5 juillet 1856 - Paris), marquis de Chabrillan, et leur fille cadette, Eugénie Marie Pauline (° 19 août 1867 - Paris), épousa le 3 avril 1888 à Paris (8e arrondissement) le vicomte Marie Louis Bonabes Armand, vicomte de Rougé (° 10 juillet 1861 - Les Essarts).
- Albert (° 1835), décédé jeune.
- Berthe Marie Caroline (° 11 mars 1836 - Dangu † février 1893 - Versailles) mariée au vicomte Eugène de Dreux-Brézé.

Il fut tout d'abord inhumé dans la chapelle du château de Dangu. Son corps et celui de sa veuve furent transportés au cimetière de Boury-en-Vexin en 1884 à la suite de l'acquisition du château par le comte Charles Pozzo di Borgo.

## Sources
- « Charles Ferron de La Ferronnays », dans Adolphe Robert et Gaston Cougny, Dictionnaire des parlementaires français, Edgar Bourloton, 1889-1891 [détail de l’édition]
- Épigraphie du canton de Chaumont-en-Vexin par L. Régnier et J. Le Bret, 1896.
- Registres d'Etat-civil de la commune de Dangu.
- Registres d'Etat-civil du 8e arrondissement de Paris.